# Козморама
Козморама (порт. Cosmorama)  —  муниципалитет в Бразилии, входит в штат Сан-Паулу. Составная часть мезорегиона Сан-Жозе-ду-Риу-Прету. Входит в экономико-статистический  микрорегион Вотупоранга. Население составляет 7033 человека на 2006 год. Занимает площадь 441,326 км². Плотность населения — 15,9 чел./км².
Праздник города —  10 октября.

## История
Город основан 10 октября 1931 года.

## Статистика
- Валовой внутренний продукт на 2003 составляет 79.083.373,00 реалов (данные: Бразильский институт географии и статистики).
- Валовой внутренний продукт на душу населения на 2003 составляет 11.000,61 реалов (данные: Бразильский институт географии и статистики).
- Индекс развития человеческого потенциала на 2000 составляет 0,755 (данные: Программа развития ООН).

## География
Климат местности: тропический. В соответствии с классификацией Кёппена, климат относится к категории Cfa.